# Saverio Zupi
Saverio Zupi (* 9. Januar 1914 in Cerisano, Provinz Cosenza, Italien; † 1. März 1983) war ein römisch-katholischer Erzbischof und Diplomat des Heiligen Stuhls.

## Leben
Saverio Zupi empfing am 19. Dezember 1936 das Sakrament der Priesterweihe.
Am 26. Oktober 1960 bestellte ihn Papst Johannes XXIII. zum Apostolischen Delegaten in Korea und ernannte ihn am 28. Oktober 1961 zum Titularerzbischof von Serra. Der Bischof von Cosenza, Domenico Picchinenna, spendete ihm am 14. Januar 1962 die Bischofsweihe; Mitkonsekratoren waren der Weihbischof in Cosenza, Giuseppe Vairo, und der Bischof von Cassano all’Jonio, Raffaele Barbieri. Am 31. Januar 1962 wurde Saverio Zupi Internuntius und am 27. Dezember 1965 Apostolischer Pro-Nuntius in Pakistan. Papst Paul VI. ernannte ihn am 30. August 1966 zum Apostolischen Pro-Nuntius in der Türkei. Von 1966 bis 1969 war Zupi zudem Apostolischer Administrator des Apostolischen Vikariates Istanbul. Am 17. Mai 1969 wurde er Apostolischer Nuntius in Malta.
Am 14. November 1969 trat Saverio Zupi als Apostolischer Nuntius in Malta zurück. 